# Dorian Rogozenko
 Dorian Rogozenko (Rogozenco), né en 1973 à Kishinev en Moldavie, est un grand maître international d'échecs moldave puis roumain.

## Biographie et carrière
Rogozenko apprend à jouer à 6 ans, devient Maître international à 19 ans et GMI 4 ans plus tard en 1996. Il a gagné le championnat de Moldavie Junior quatre fois et le championnat de Moldavie en 1994. Il a publié divers ouvrages sur les Échecs.
Il prend part au championnat du Monde FIDE en 2002 mais est éliminé au premier tour par Mikhail Gurevich.
Il joue les Olympiade d'échecs pour la Moldavie en 1994, 1996, 1998 et pour la Roumanie en 2000.

## Publications
- (en) Anti-Sicilians : a guide for Black, Éditions Gambit, Great Britain, 2003.  (ISBN 1-901983 84 6).
- (en) Sveshnikov Reloaded, Quality Chess, 15 mai 2006.   (ISBN 9197524352).